# Llíber
Llíber es un municipio de la Comunidad Valenciana, España. Situado en el noreste de la provincia de Alicante, en el interior de la comarca de la Marina Alta. Cuenta con una población de 905 habitantes (INE 2024).

## Geografía
El municipio de Llíber pertenece a la comarca de la Marina Alta y está situado en el Valle de Pop, donde el curso del río Jalón o Gorgos recibe el barranco del Cau. Formado sus aluviones en el llano de Llíber, compartido con el término de Jalón. El resto del término se encuentra accidentado por la Penya Roja al norte, la Lloma Llarga y el Tossal del Cau (726 m de altitud) al sur. Se accede a esta localidad, por carretera, a través de la N-332 para acceder en Benisa a la CV-745. Limita con los términos municipales de Alcalalí, Benisa, Gata de Gorgos, Jalón, Pedreguer y Senija.

## Historia
En la partida del Pozo de Gata, situada al norte del término municipal, se han encontrado los restos de un poblado ibérico. Los iberos solían construir sus asentamientos en lugares elevados con objeto de conseguir una mejor defensa contra sus enemigos. Por esta misma razón, también los amurallaban.
Las tierras de Llíber fueron conquistadas en 1256 por el rey Jaime I de Aragón. La dama Constanza de Sicilia disfrutó de las rentas de Llíber hasta  noviembre de 1300, fecha en la que Jaime II se las cambió por las de Pego y Vall de Uxó. A principios del siglo XV, Llíber tenía como señor al caballero Pedro de Castellví. Desde el año 1413 hasta 1444 formó parte del señorío de los Martorell, alcurnia a la que pertenecía el célebre novelista, Joanot Martorell. El año 1444 el lugar de Llíber fue vendido judicialmente a instancias de los acreedores de Galceran Martorell. Los adquirentes fueron Gonzalo de Híjar, Comendador de Montalbán, y su esposa, Inés de Portugal. El día 12 de septiembre de aquel mismo año, este matrimonio vendió Llíber a su hijo Pedro. Más tarde perteneció al señorío del duque de Almodóvar. En 1609, tenía 25 casas de moriscos y era un anexo de Jalón del cual se independizó.
Llíber hasta 1707 perteneció a la gobernación de Játiva (del Júcar), desde entonces hasta 1833 formó parte de la gobernación (corregimiento) de Denia. Más de la mitad del término permanece sin cultivar, predominando en las áreas cultivadas la agricultura de secano, siendo los cereales, la vid, y los almendros los cultivos más destacados.

## Geografía humana

### Demografía
Cuenta con una población de 905 habitantes (INE 2024).
| Gráfica de evolución demográfica de Lliber entre 1842 y 2021                                                          |
| |
| Población de derecho según los censos de población del INE. Población de hecho según los censos de población del INE. |

| Nacionalidad | Hombres | Mujeres | Total | %     | Proporción |
| ------------ | ------- | ------- | ----- | ----- | ---------- |
| Española     | 190     | 174     | 364   | 37.6% |            |
| Extranjera   | 291     | 312     | 603   | 62.3% |            |

| País        | Hombres | Mujeres | Total | %     | Proporción |
| ----------- | ------- | ------- | ----- | ----- | ---------- |
| Reino Unido | 149     | 161     | 310   | 51.4% |            |
| Alemania    | 19      | 25      | 44    | 7.3%  |            |
| Colombia    | 4       | 3       | 7     | 1.2%  |            |
| Rumania     | 5       | 2       | 7     | 1.2%  |            |
| Francia     | 2       | 4       | 6     | 0.9%  |            |
| Rusia       | 2       | 4       | 6     | 0.9%  |            |
| Italia      | 3       | 2       | 5     | 0.8%  |            |
| Marruecos   | 2       | 2       | 4     | 0.6%  |            |
| Polonia     | 1       | 1       | 2     | 0.3%  |            |
| Bolivia     | 1       | 0       | 1     | 0.1%  |            |
| Brasil      | 0       | 1       | 1     | 0.1%  |            |
| Portugal    | 1       | 0       | 1     | 0.1%  |            |

## Economía

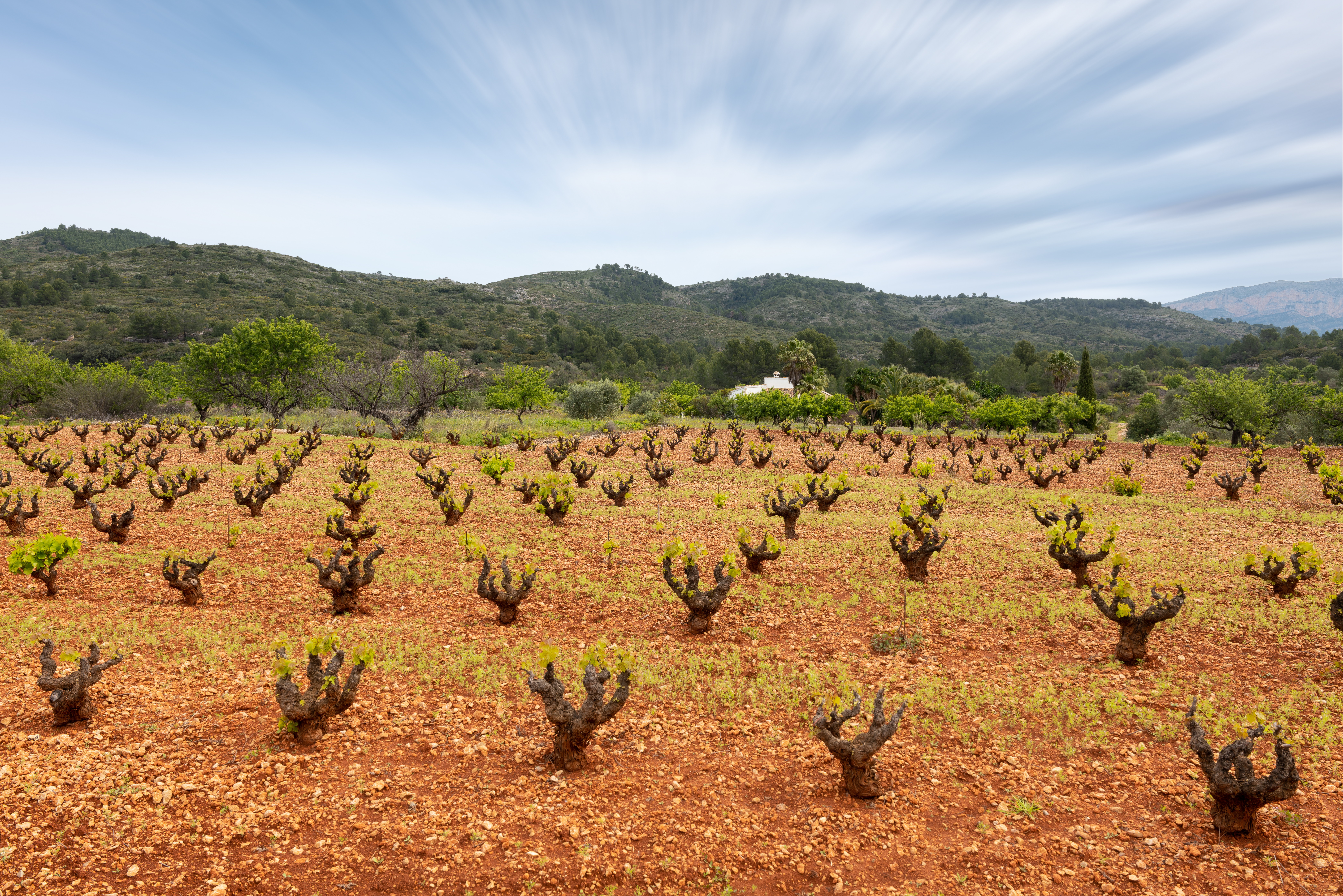
Viñedo en Llíber

Su economía es agrícola de secano. El principal cultivo es la uva, de la que se extraen las pasas y un buen moscatel, junto con la almendra. En el poco regadío que existe hay naranjos.

## Política
| Periodo   | Nombre                     | Partido       |
| --------- | -------------------------- | ------------- |
| 1979-1983 | José Monserrat Sirerol     | UCD           |
| 1983-1987 | José Monserrat Sirerol     | AP            |
| 1987-1991 | José Mas Avellà            | AP            |
| 1991-1995 | Joaquín Escrivà Mestre     | Independiente |
| 1995-1999 | Juan Bautista Reus Fullana | PSPV-PSOE     |
| 1999-2003 | José Mas Avellà            | PP            |
| 2003-2007 | Juan Bautista Reus Fullana | PSPV-PSOE     |
| 2007-2011 | Juan Bautista Reus Fullana | PSPV-PSOE     |
| 2011-2015 | José Juan Reus Reus        | PP            |
| 2015-2019 | José Juan Reus Reus        | PP            |
| 2019-2023 | José Juan Reus Reus        | PP            |
| 2023-act. | José Juan Reus Reus        | PP            |

### Evolución de la deuda viva
El concepto de deuda viva contempla solo las deudas con cajas y bancos relativas a créditos financieros, valores de renta fija y préstamos o créditos transferidos a terceros, excluyéndose, por tanto, la deuda comercial.
| Gráfica de evolución de la deuda viva del ayuntamiento entre 2008 y 2014                             |
| |
| Deuda viva del ayuntamiento en miles de Euros según datos del Ministerio de Hacienda y Ad. Públicas. |

La deuda viva municipal por habitante en 2014 ascendía a 504,18 €.

## Monumentos y lugares de interés

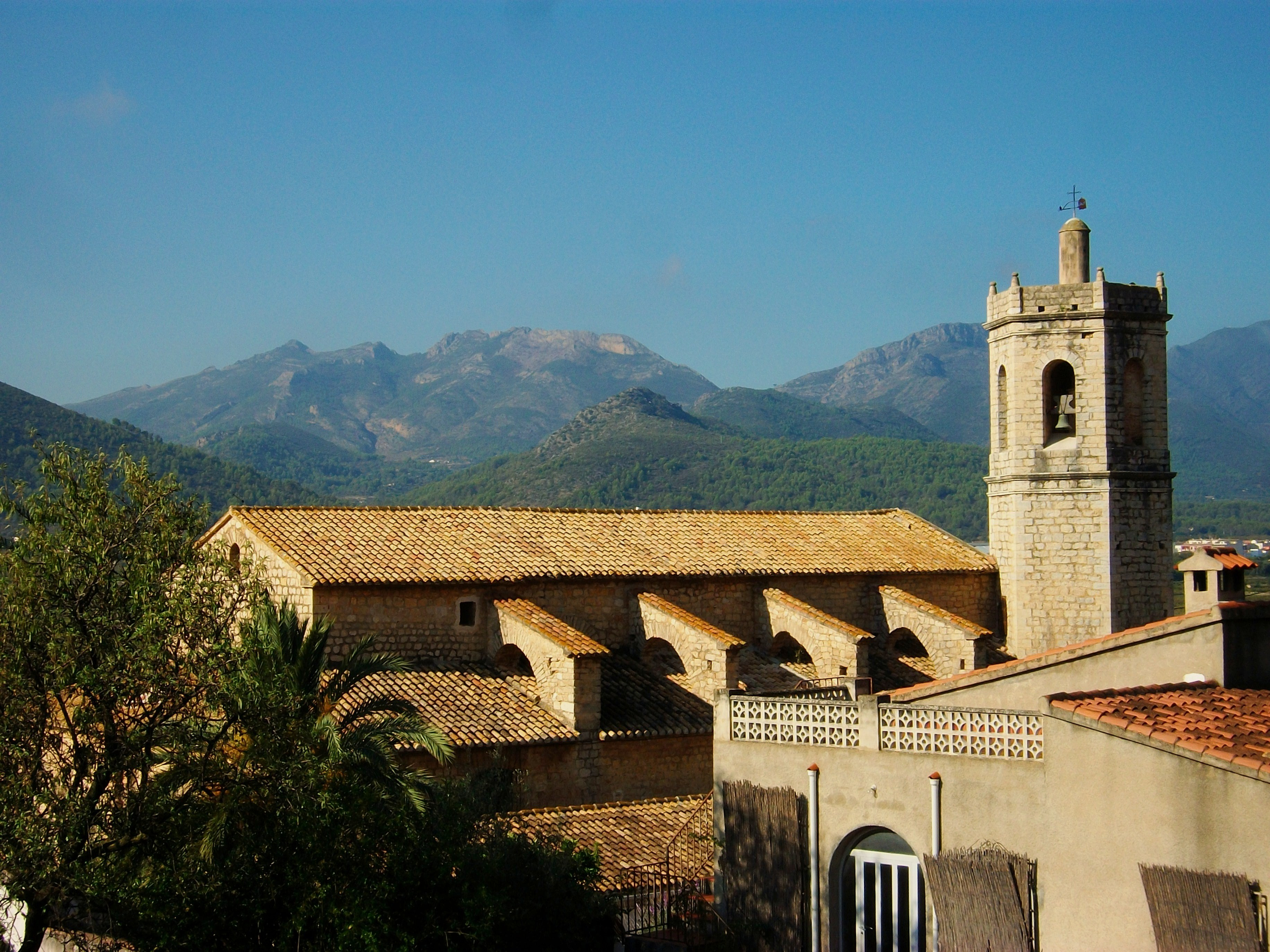
Iglesia de San Cosme y San Damián

- Iglesia de San Cosme y San Damián. Edificio de interés arquitectónico.

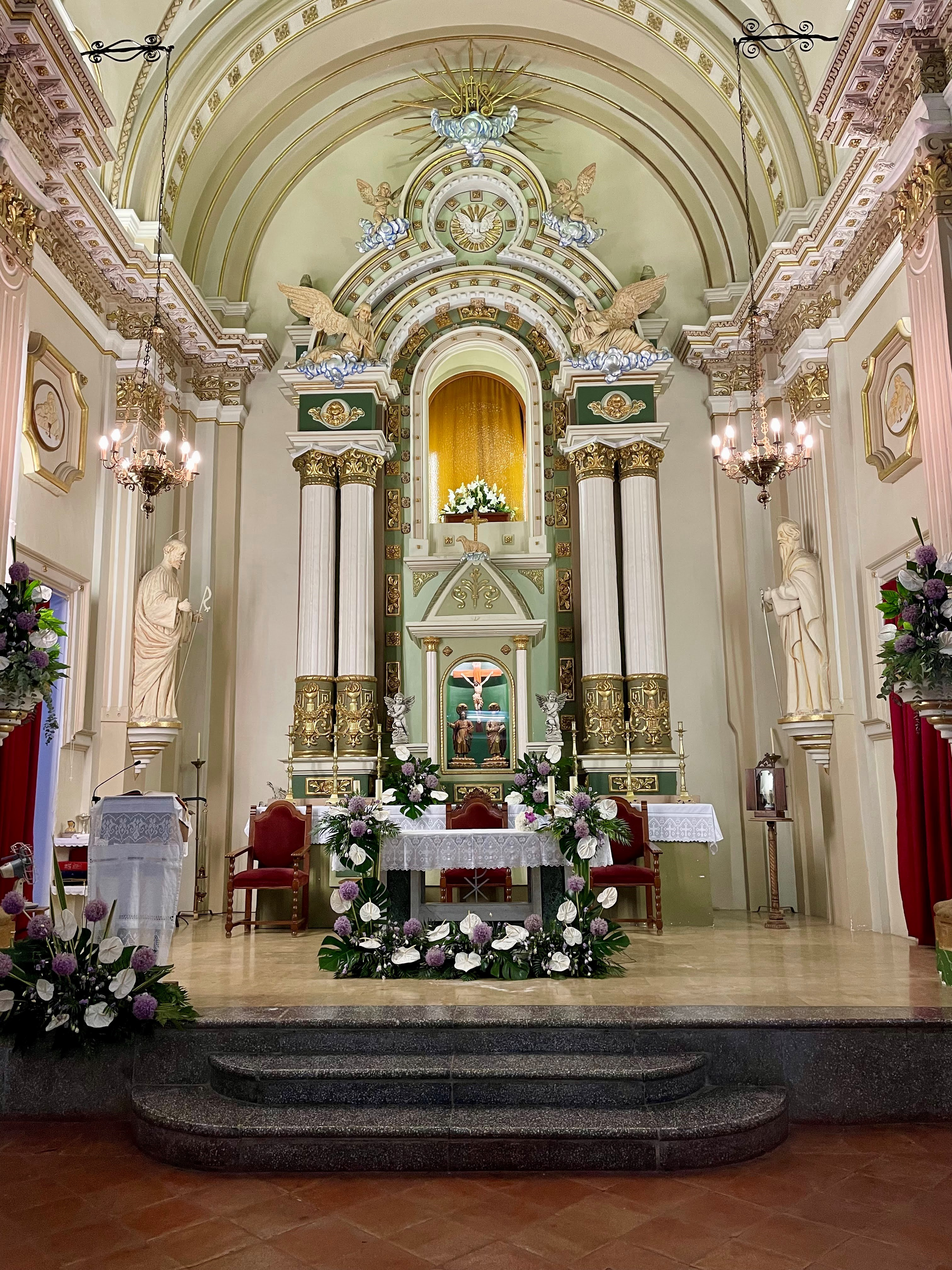
Interior de la iglesia de San Cosme y San Damián de Llíber, el día del patrón del pueblo, San Roque, 16 de agosto.

## Fiestas
- Fiestas patronales. Celebra estas fiestas en honor de san Roque en la segunda quincena del mes de agosto.